# Roots (Fernsehserie, 2016)
Roots (englisch für „Wurzeln“) ist eine US-amerikanische Miniserie nach dem Roman Wurzeln (Roots: The Saga of an American Family) von Alex Haley und eine Neuauflage der gleichnamigen Serie aus dem Jahr 1977. Im Mittelpunkt der Geschichte steht anfänglich Kunta Kinte, der aus Gambia verschleppt und von britischen Sklavenhändlern in die Neue Welt verkauft wird. Hiernach wird die Geschichte seiner Kinder und Kindeskinder über sieben Generationen hinweg bis hin zur Abschaffung der Sklaverei erzählt. Die Erstausstrahlung in den USA begann am 30. Mai 2016 gleichzeitig auf Lifetime, A&E, History und Lifetime Movie Network. In Deutschland wurde die Serie an Ostern 2017 auf dem deutschen Pay-TV Sender History ausgestrahlt.

## Handlung
In Juffure im westafrikanischen Gambia bekommen Omoro Kinte und seine Frau Binta 1750 einen Sohn. Sie nennen ihn Kunta. Als er 15 Jahre alt ist, erhält Kunta eine Ausbildung in der afrikanischen Kriegskunst. Hierzu gehört auch der Speerwurf-Drill durch Kintango. In dieser Zeit ist Sitafa ein Freund von Kunta. Bald verliebt sich Kunta in Jinna, die aber bereits einem Jungen eines verfeindeten Stammes versprochen ist. Dieser Stamm macht mit Sklavenhändlern gemeinsame Sache. Eines Tages im Jahre 1767 werden Kunta und sein Mentor Silla Ba Dibba in einen Hinterhalt gelockt und entführt. Der nunmehr 17-jährige Mandinka-Krieger wird an britische Sklavenhändler verkauft, die ihn auf einem Sklavenschiff in die Neue Welt verschleppen. Die Bedingungen auf dem Schiff sind unmenschlich, und Kunta plant mit seinen Mitsklaven einen Aufstand, der jedoch scheitert.
In Maryland werden die Gefangenen als „Nigger“ auf einem Sklavenmarkt angeboten. Kunta wird von dem Pflanzer John Waller gekauft und von ihm auf seine Plantage in Virginia mitgenommen, wo er der Freund des altgedienten Sklaven Fiddler wird.
Wallers Gattin Elizabeth gibt Kunta den Sklavennamen Toby. Weil er seinen Mandinka-Namen nicht sofort aufgeben möchte und den neuen Namen ablehnt, wird er von dem sadistischen Aufseher Connelly ausgepeitscht.
Eines Tages kommen Rotröcke auf die Plantage, die die Sklaven zur Flucht anstacheln wollen, damit sie hiernach der englischen Armee beitreten können. Zwar gelingt es Kunta, zu fliehen, doch schon kurz später wird er von Sklavenfängern aufgegriffen und zur Strafe ausgepeitscht. Um sicherzustellen, dass er nie wieder eine Flucht unternimmt, schlagen sie ihm mit einer Axt die Hälfte seines Fußes ab.
Weil John Waller später in wirtschaftliche Schwierigkeiten gerät, verkauft er Fiddler und Kunta an seinen jüngeren Bruder William, der von Kuntas Verstümmelung empört ist. Dort lernt er Belle kennen, die als Sklavin geboren wurde und schon viele Jahre in Williams Diensten steht. Die beiden heiraten. Während sie sich mit ihrem Schicksal abgefunden hat, kann Kunta seine afrikanische Identität nie wirklich aufgeben. Das Paar bekommt eine Tochter, die den Namen Kizzy erhält. Missy, die Tochter von John Waller, lehrt Kizzy heimlich das Lesen und Schreiben. Als sie ein Teenager ist, kann sie daher Papiere für den jungen Sklaven Noah fälschen, um ihm so den Weg in die Freiheit zu ermöglichen. Als man dies entdeckt, wird Kizzy an den armen Farmer Tom Lea verkauft. Sie wird gleich nach ihrer Ankunft von ihm vergewaltigt und schenkt später einem Sohn das Leben, den sie George nennen.
Als George älter ist, veranstaltet er Hahnenkämpfe, eine Leidenschaft, die er von seinem wettfreudigen Vater Tom geerbt hat, und erhält hierdurch seinen Spitznamen Chicken George. Von seinem Talent profitiert auch sein Vater. Von seiner Mutter Kizzy hat George hingegen den Wunsch nach Freiheit geerbt. Sie hatte ihrem Vater Kunta Kinte versprochen, den Stolz auf ihr afrikanisches Erbe an ihre Nachkommen weiterzugeben. George heiratet Matilda, die Tochter eines Predigers, und mit ihr bekommt er viele Kinder. Ihren ältesten Sohn nennen sie seinem Vater zu Ehren Tom. George glaubt, dass er eines Tages seine Familie und sich selbst freikaufen kann. Als sein Vater ihm eines Tages anbietet, ihn in die Freiheit zu entlassen, wenn er einen Hahnenkampf gegen einen Engländer gewinnt und sich dabei als Einsatz anbietet, weil Tom Lea kein Geld hat, das er setzen könnte, hofft George, dass sich sein Wunsch endlich erfüllt. Nachdem George den ersten Kampf gewonnen hat, lässt sich sein Vater auf eine zweite Wette mit dem Engländer ein. Diesmal verlieren er und sein Vater, und George wird wie vereinbart nach England gebracht.
Mehr als 20 Jahre später wird George in die Freiheit entlassen, nachdem er in England als Lehrer gearbeitet hat, und kehrt nach Amerika zurück. Als er zur Farm seines Vaters kommt, erfährt er, dass seine Familie während seiner Abwesenheit nach North Carolina verkauft wurde. Benjamin Murray, ihr neuer Besitzer, erlaubt George mit seiner Frau auf der Plantage zu leben. Aus seinem Sohn Tom ist ein Mann geworden, und er arbeitet als geschätzter Schmied auf der Plantage. Tom ist das neue Oberhaupt der Familie geworden. Er ist wütend auf seinen Vater und wirft George vor, seine Familie im Stich gelassen zu haben.
Der Bürgerkrieg ist noch immer im Gange, und George dient in der Union Army. Hier lernt er den Schwarzen Cyrus kennen, mit dem er im Gefecht um Fort Pillow kämpft. Im Anschluss an das Gefecht verüben konföderierte Soldaten an den Kriegsgefangenen der Union ein Massaker. George und Cyrus überleben nur knapp und gehen auf die Murray-Plantage zurück. Durch den 13. Verfassungszusatz wurde die Sklaverei mittlerweile abgeschafft, doch Benjamin Murrays Sohn Frederick will sie nicht in die Freiheit entlassen. Sie töten ihn und gehen alle gemeinsam nach Tennessee, um dort ein neues Leben zu beginnen.
Im Jahr 1976 veröffentlicht Alex Haley, ein Nachfahre von Kunta Kinte in siebter Generation, das Buch Roots: The Saga of an American Family.

## Produktion

### Produktionsgeschichte und Vorlagen

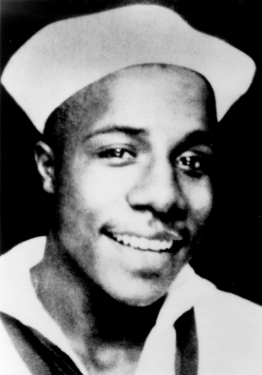
Alex Haley, der Autor der Romanvorlage

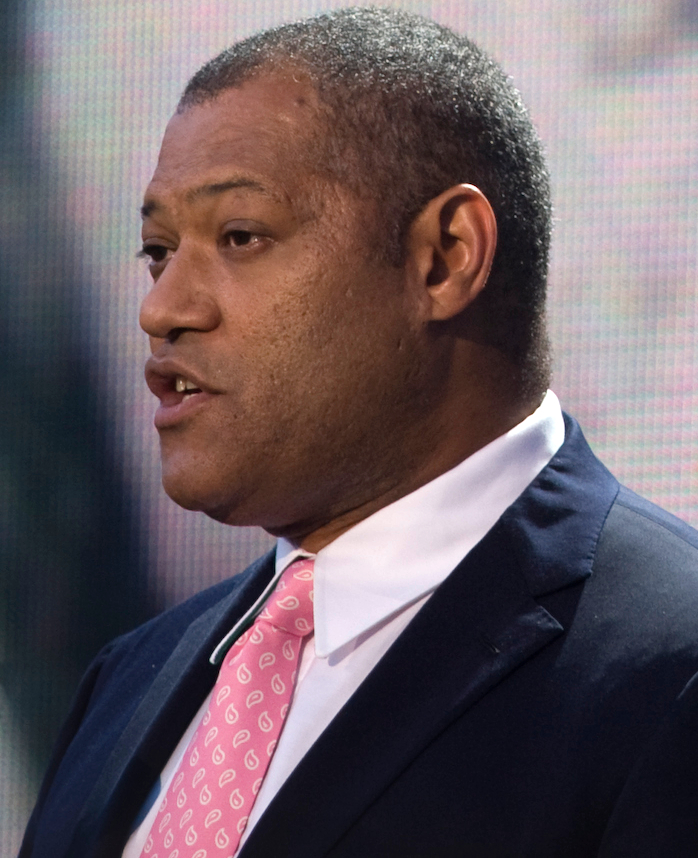
Laurence Fishburne leiht in der Serie Alex Haley seine Stimme

In seinem Roman Roots: The Saga of an American Family hatte Alex Haley einer ganzen Nation die brutale Geschichte der Sklaverei erzählt, die zuvor in den Lehrbüchern nahezu verschwiegen wurde, wie auch in Filmen und Fernsehsendungen. Roots gilt bis heute als eines der wichtigsten literarischen Werke über die Sklaverei in den Vereinigten Staaten und die Identitätsfindung der afro-amerikanischen Bevölkerung. Das Buch konnte sich über Monate hinweg in der Bestsellerliste der New York Times halten und führte diese über 22 Wochen hinweg an.
Haleys Roman brachte Millionen von Amerikanern dazu, einen Blick auf ihre Herkunft zu werfen und dabei ihre eigene Familiengeschichte neu zu entdecken. Dies galt nicht nur für Farbige. Die Genealogie war der Ursprung, aus dem heraus der Roman inspiriert und entstanden war, und das Thema Sklaverei steht im Mittelpunkt dieser Geschichte, ist jedoch nicht deren Hauptmotiv. Roots ist eine Geschichte darüber, wie es der Mandinka-Krieger Kunta Kinte, der seiner Heimat entrissen wird, trotz aller Widrigkeiten schaffte, seiner Familie ein wertvolles Erbe zu hinterlassen. Zu dieser Familie gehört auch Alex Haley selbst.
Ein Jahr nach der Veröffentlichung des Romans, für den Haley mit dem Pulitzer-Preis ausgezeichnet wurde, begann ABC im Frühjahr 1977 mit der Ausstrahlung einer auf dem Buch basierenden Serie. Die Serie gilt nach wie vor als Meilenstein der US-amerikanischen Fernsehgeschichte. Nie zuvor war dem Mainstream-Publikum die Geschichte der Versklavung von Afroamerikanern in den USA derart breitenwirksam und effektvoll vorgesetzt worden. Als größter Straßenfeger der 1970er Jahre hatte Roots bis zu 130 Millionen Zuschauer, und die Serie erhielt 37 Emmy-Nominierungen und wurde als beste Drama-Serie mit dem Golden Globe Award ausgezeichnet.
Die Neuauflage der Serie erhielt im Herbst 2013 grünes Licht, nur wenige Monate, nachdem der Nachbarschaftswachmann George Zimmerman für die Tötung des Teenagers Trayvon Martin, einem 17-jährigen afroamerikanischen Highschool-Schüler, in Florida freigesprochen wurde, weil er als Begründung Notwehr angegeben hatte. Hiernach hatte sich in den Sozialen Medien Black Lives Matter entwickelt, eine Bewegung, die sich gegen die Gewalt gegen Schwarze einsetzt. Die Neuauflage von Roots reiht sich in eine Serie von Produktionen ein, die dieser Bewegung folgten und die Gewalt gegen Afroamerikaner und untereinander zum Thema haben. Chris Vognar von The Dallas Morning fühlt sich insbesondere bei der Szene in Roots in der ein junger, unbewaffneter Sklave erschossen wird an die Geschichte von Martin, aber auch an die Ermordung von Michael Brown, Eric Garner, Freddie Gray, Sandra Bland und Oscar Grant erinnert. Andere hingegen wollten keine Filme und Serien mehr sehen, die die schwarze Bevölkerung zum Thema haben, so auch einige Afroamerikaner selbst, wie Snoop Dogg.
Malachi Kirby, der Hauptdarsteller der Serie, meinte, dass Rassismus weiterhin existiere und dies einer der Gründe gewesen sei, in der Serie diese Geschichte erneut zu erzählen, um die Menschen anzusprechen, die, wenn sie nicht bereit sind, dazu zu lernen, weiterhin das in der Vergangenheit Geschehene fortsetzten. Für diejenigen, die von Sklavengeschichten an einem Kater leiden, der möglicherweise durch ein erneutes Interesse Hollywoods, auch hervorgerufen durch den mit dem Oscar ausgezeichneten Film 12 Years a Slave, die neue Fernsehserie Underground und den mit Spannung erwarteten Film The Birth of a Nation von Nate Parker, verursacht wurde, erklärte die beteiligte Schauspielerin Anika Noni Rose, die in Roots präsentierte Geschichte stelle eine Gegenerzählung dar, die an alle gerichtet ist, die glauben, die Anfänge der Afroamerikaner hätten mit der Sklaverei begonnen.

### Stab und Besetzung

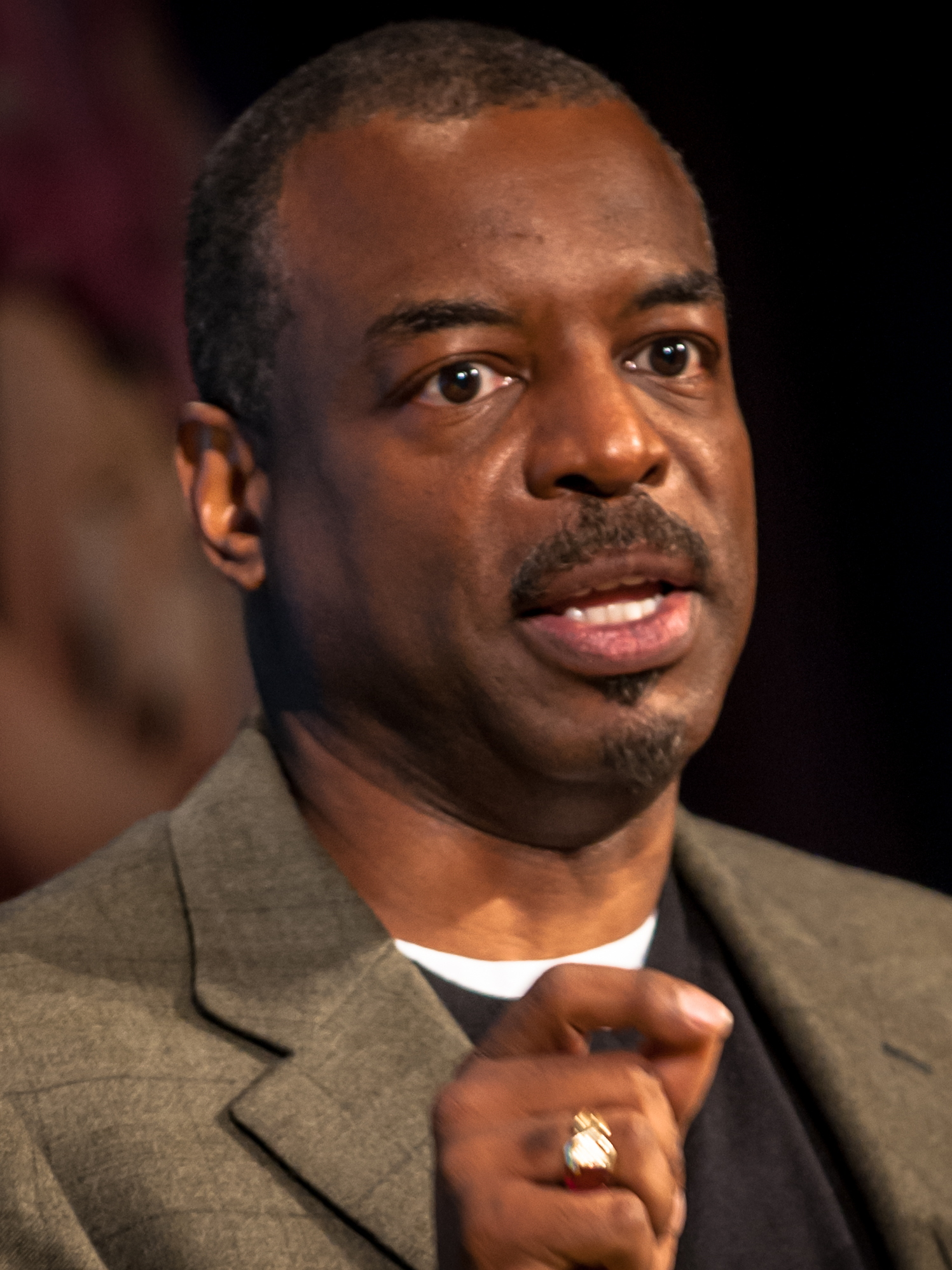
LeVar Burton verkörperte in der Originalserie Kunta Kinte und fungierte in der Neuauflage als einer der ausführenden Produzenten

Der in Deutschland geborene, Emmy-nominierte Schauspieler und Regisseur LeVar Burton, der in der Originalserie von 1977 als damals 19-jähriger Student in der Hauptrolle Kunta Kinte verkörperte und später vor allem durch seine Rolle als Geordi La Forge in der Serie Raumschiff Enterprise – Das nächste Jahrhundert bekannt wurde, fungierte als ausführender Produzent der Neuauflage der Serie. Burton äußerte sich später, er glaube, dass das Jahr 2016 perfekt für das Erscheinen der Serie gewesen sei, weil es eine ganze Generation von Amerikanern gebe, die diese Geschichte nicht kenne.
Auch Mark Wolper, der als ein weiterer ausführender Produzent der Serie fungierte, hat eine persönliche Beziehung zur Serienvorlage. Er ist der Sohn von David L. Wolper, der 1977 bereits die Originalserie produziert hatte. Wolper beschrieb es als schwer, Regisseure, Drehbuchautoren, Schauspieler, Produzenten und Kameraleute für die Neuauflage der Serie zu finden, weil diese anfänglich zögerten, daran mitzuarbeiten. Viele afroamerikanische Drehbuchschreiber wollten das fast 40 Jahre alte Ausgangsmaterial nicht anrühren, andere Autoren weigerten sich, sich dieses einzuverleiben.

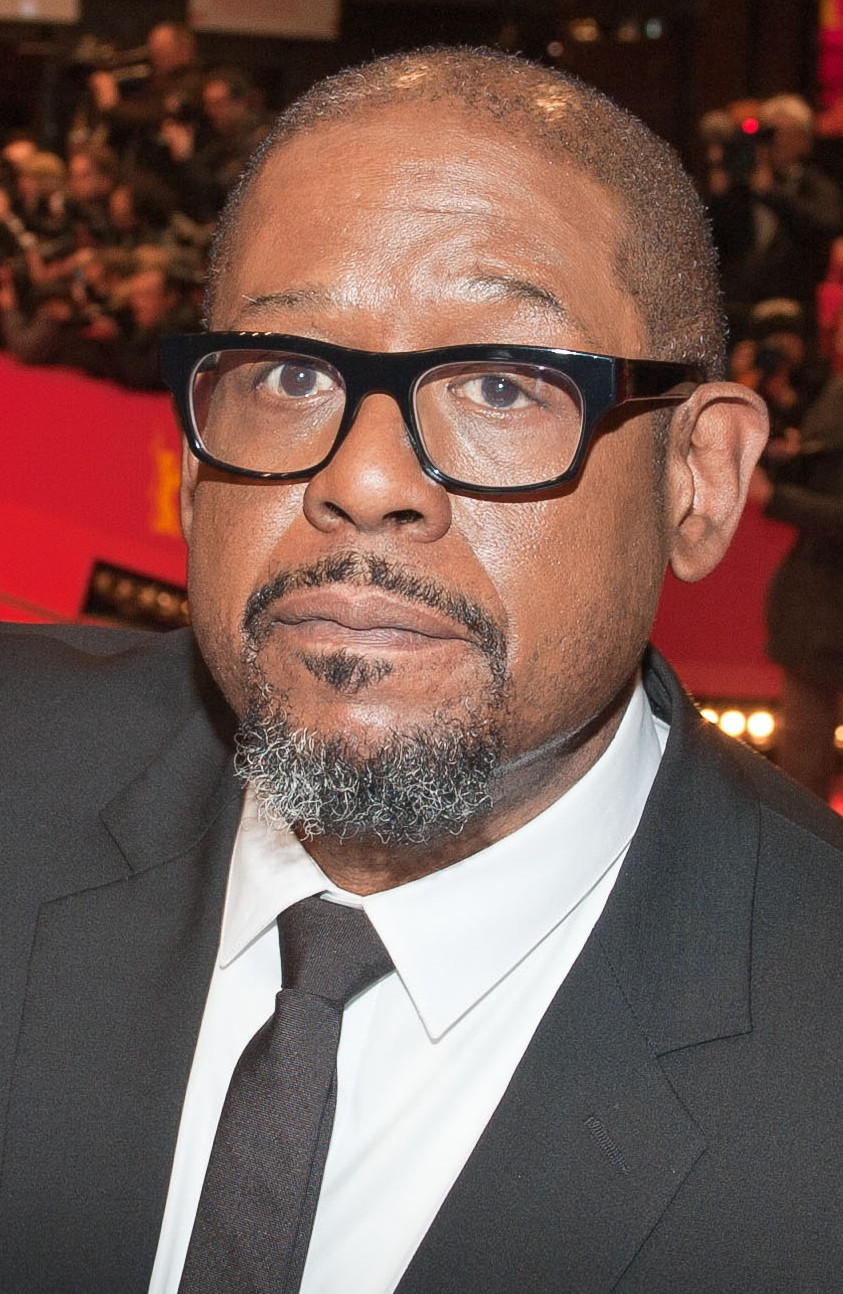
Forest Whitaker spielt in der Serie den Sklaven Fiddler

Letztlich nahmen Lawrence Konner, Alison McDonald und Charles Murray die Arbeit am Drehbuch auf. Die Regie übernahmen mit Phillip Noyce, Mario van Peebles, Thomas Carter und Bruce Beresford ebenfalls verschiedene Personen.
Die Hauptrolle von Kunta Kinte wurde mit dem britischen Schauspieler Malachi Kirby besetzt. Mithilfe einer dreiwöchigen Paleo-Diät nahm Kirby zur Vorbereitung auf diese Rolle an Gewicht ab, um dem Bild des sehnigen, afrikanischen Kriegers zu entsprechen. Zudem musste Kirby die Sprache der Mandinka und deren Sitten und Gebräuche lernen und auch lernen, ohne Sattel zu reiten. Da Kirby nichts von seiner genetischen Herkunft wusste und auch nichts darüber, woher seine Vorfahren vor seinen Großeltern stammten, hatte er sich vor dem Beginn der Dreharbeiten einem DNA-Test unterzogen, den die gesamten Darsteller freiwillig machen lassen konnten. Das Ergebnis war, dass 75 Prozent von Kirbys DNA aus Westafrika, 20 Prozent aus Südasien und 1,8 Prozent aus Europa stammt.
Forest Whitaker übernahm in der Serie die Rolle von Fiddler, Jonathan Rhys Meyers spielte Tom Lea, und Laurence Fishburne leiht Alex Haley als Erzähler seine Stimme. Eine große Zahl von bekannten Serienschauspielern ist in Roots in nur einer einzigen Folge zu sehen, LeVar Burton in einem Cameo-Auftritt. Dass keiner der Darsteller in allen vier Folgen zu sehen ist, ist dem Umstand geschuldet, dass die Serie ein episches Generationenpanorama ist, das sich über mehr als 100 Jahre erstreckt.

### Dreharbeiten

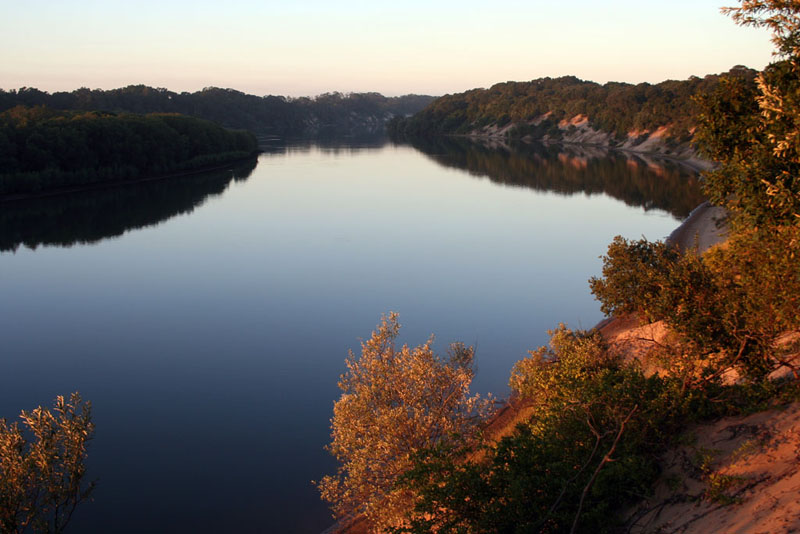
Als Kulisse der Flusslandschaft, in der Kunta Kinte geboren wurde, diente der uMlalazi-River in KwaZulu-Natal

Die Dreharbeiten hatten im September 2015 begonnen. Im Herbst 2015 fanden die Dreharbeiten in der südafrikanischen Provinz KwaZulu-Natal in und um die Küstenstadt Mtunzini, im südlicher gelegenen Durban und in der Stadt Eshowe, die als die älteste von Europäern gegründete Stadt im Zululand gilt, statt. Für die Aufnahmen der afrikanischen Flusslandschaft, in der Kunta Kinte geboren wurde und insbesondere in der ersten Folge zu sehen ist, dienten ein Gewässer in uMlalazi und der Dlinza Forest in der Nähe von Eshowe. Weitere Aufnahmen für die erste Folge entstanden in Kapstadt.
Für die Szenen, die Kunta Kinte und andere Sklaven bei der Überfahrt in die Neue Welt zeigen, wurde von der Filmcrew ein echtes Schiff nachgebaut, das von der Größe her, einem früher wirklich verwendeten Sklavenschiff entsprochen hatte. Während der Dreharbeiten befanden sich bis zu 200, meist afrikanische, Schauspieler und Statisten an Bord. Diese waren auf dem eigens eingerichteten Sklavendeck, einem Bereich unter dem Hauptdeck und über dem Frachtraum, auf kleinstem Raum zusammengepfercht und mussten Ketten tragen. Die Schauspieler waren während der etwa zwei Wochen dauernden Dreharbeiten angewiesen worden, zu schreien, zu jammern und zu singen, was nach Aussagen von Malachi Kirby in dieser Umgebung auch für einen Laiendarsteller keine besondere Herausforderung gewesen sei.

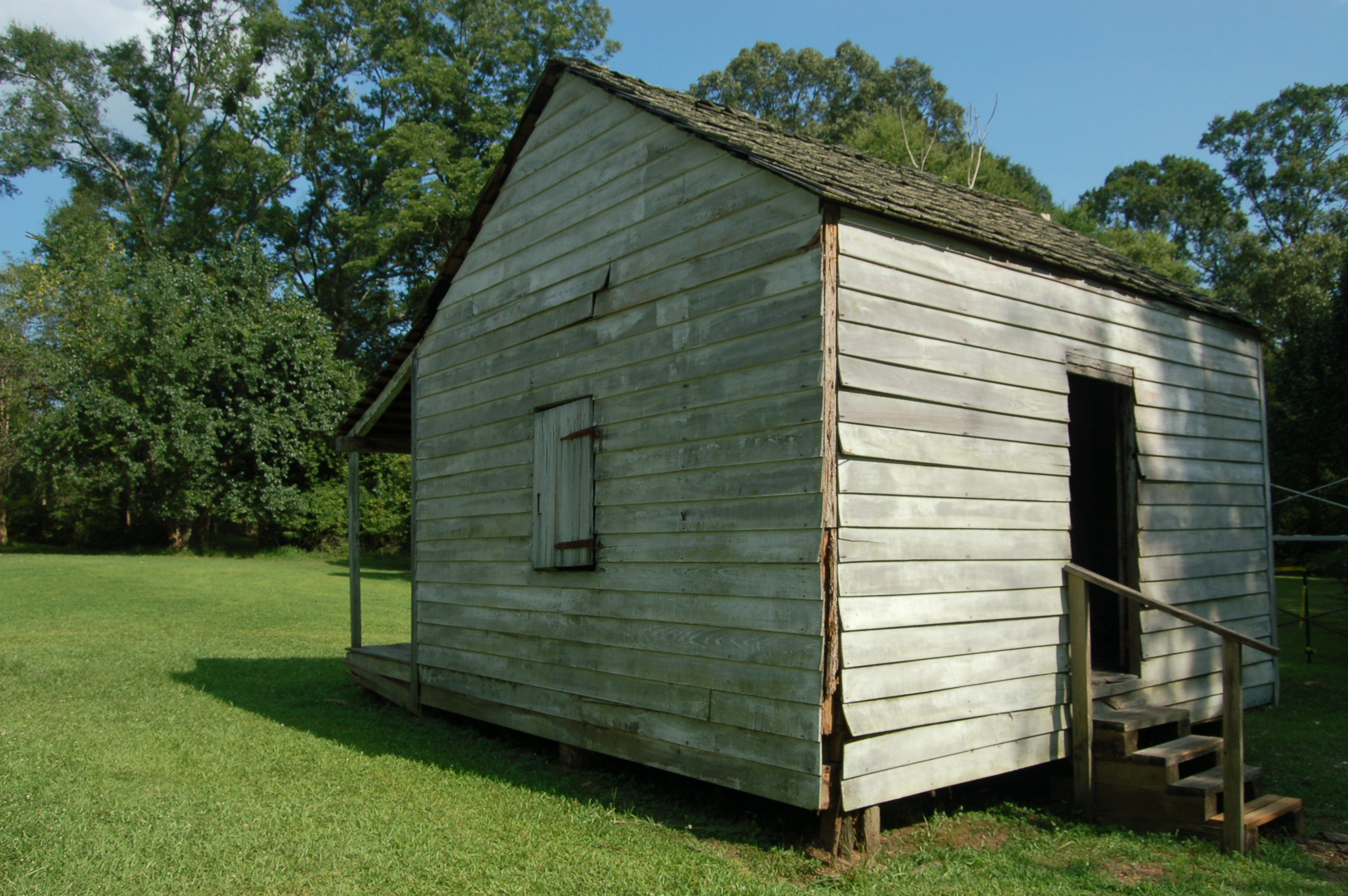
In St. Francisville finden sich eine Reihe von erhaltenen Plantagen und historischen Gebäuden

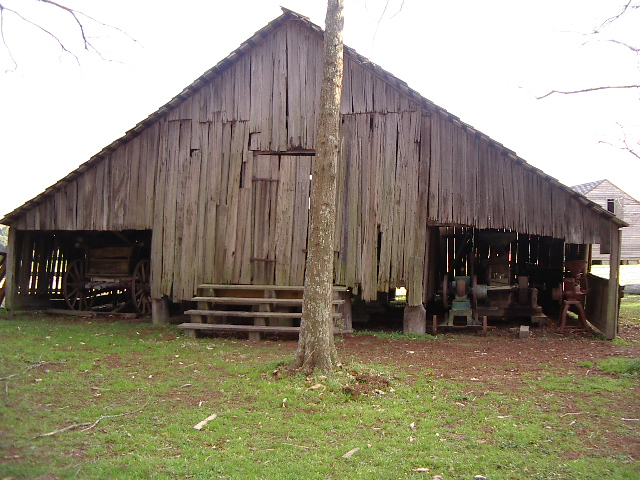
Ein historisches Gebäude im Rural Life Museum, Baton Rouge

Die beteiligten Darsteller konnten sich frei entscheiden, ob sie während der Dreharbeiten echte oder unechte Ketten tragen. Kirby wählte nach eigenen Aussagen echte, damit diese nicht kaputt gehen, wenn er versuchte sich in seiner Rolle daraus zu befreien. Körperlich waren die Dreharbeiten auf dem Schiff für den Hauptdarsteller eine große Herausforderung. Kirby verzichtete nach Aussagen von Wolper während der Dreharbeiten, als er umgeben von Windmaschinen im künstlichen Regen auf dem Boot stand, bewusst auf eine wärmende Decke oder einen Mantel, um tiefer in die Rolle eintauchen zu können.
Vom 20. August 2015 bis 1. Februar 2016 fanden die Dreharbeiten in New Orleans statt. Zu den Drehorten gehörten die Museumsanlage Longue Vue Gardens, das Lakefront Arena Aquatic Center und der Stadtpark. Im Februar 2016 wurden die Dreharbeiten in der Stadt St. Francisville, die ebenfalls in Louisiana gelegen ist, fortgesetzt. Die Drehorte hier waren die Imahara Botanical Gardens und die Plantagen Madewood und Oak Alley. Kirby hatte bei den Dreharbeiten erstmals eine Plantage betreten. Die nahe gelegene Evergreen-Plantage in Edgard, auf der zuvor Filme wie Django Unchained und Abraham Lincoln Vampirjäger gedreht worden waren, diente als Kulisse für die Farm von John Waller. Auf der Felicity-Plantage in Vacherie, die in der Serie als Anwesen von William Waller zu sehen ist, waren zuvor bereits Filme wie 12 Years a Slave und Der verbotene Schlüssel gedreht worden. Das Gelände bot einen großen, gut erhaltenen Gebäudebestand, darunter das Haupthaus, eine Scheune und die Sklavenquartiere. Für ungefähr fünf Wochen fanden die Dreharbeiten auf der Madewood-Plantage in Napoleonville statt. Die dort entstandenen Szenen werden in Folge vier der Serie gezeigt und spielen im Amerikanischen Bürgerkrieg. Weitere Drehorte lagen ebenfalls in Louisiana, darunter der Tickfaw State Park in Springfield, die St. Joseph Abbey in Saint Benedict bei Covington und das Rural Life Museum in Baton Rouge.
Es handelte sich um eine echte Peitsche, mit der Kirby in der Rolle von Kunta Kinte bestraft wurde. Allerdings hatte diese ihn nie wirklich berührt, und so musste Kirby entsprechend auf den Klang der Peitschenhiebe reagieren. In dieser Szene, in der Kirby mit Seilen gefesselt war, kollabierte er während der Dreharbeiten, als LeVar Burton zugegen war, weil er nach eigenen Aussagen in diesem Moment plötzlich von der Geschichte emotional äußerst ergriffen gewesen sei. Kirby erzählte später, sein Kollege Forest Whitaker sei ihm während der Dreharbeiten eine große Hilfe gewesen.
Das Produktionsbudget der Miniserie betrug fast 50 Millionen US-Dollar.

### Sound und Musik
Die Titelmelodie, die über die komplette Serie hinweg zu hören ist, wurde Binta genannt und wurde von Ahmir Thompson komponiert, der auch als ausführender Musikproduzent der Serie fungierte. Es handelt sich dabei, so Thompson, um ein Lied, das Kunta Kintes Großmutter zu Beginn der ersten Folge bei der Feldarbeit vor sich hin singt, und die eingängige Melodie setze sich, im Gedächtnis ihrer Nachkommen verankert, über alle weiteren in der Serie gezeigten Generationen in Amerika fort. Thompson sagte, die Geschichte, die Roots erzählt, sei ihm zu wichtig gewesen, um nicht Teil davon zu werden. Er habe die Arbeit an der Serie aufgenommen, weil er gehofft habe, dass diese Gespräche über die Geschichte anregen würde, die nicht einfach schwarz oder weiß sei, sondern einfach eine sehr menschliche. Thompson war von Will Packer, einem der ausführenden Produzenten, im Sommer 2014, neben Alex Heffes, beauftragt worden, authentische, afrikanische Klänge und einen Sound für die einzelnen Figuren zu kreieren, darüber hinaus aber auch eine Musik zu schaffen, die einen Bogen über alle vier Folgen hinweg spannt. Ein weiteres Lied, das alle vier Folgen der Serie verbindet, ist Born This Way. Der Song wurde von Jason Boyd und Jared Gustadt beigesteuert, ein Mitgründer von Jingle Punks.

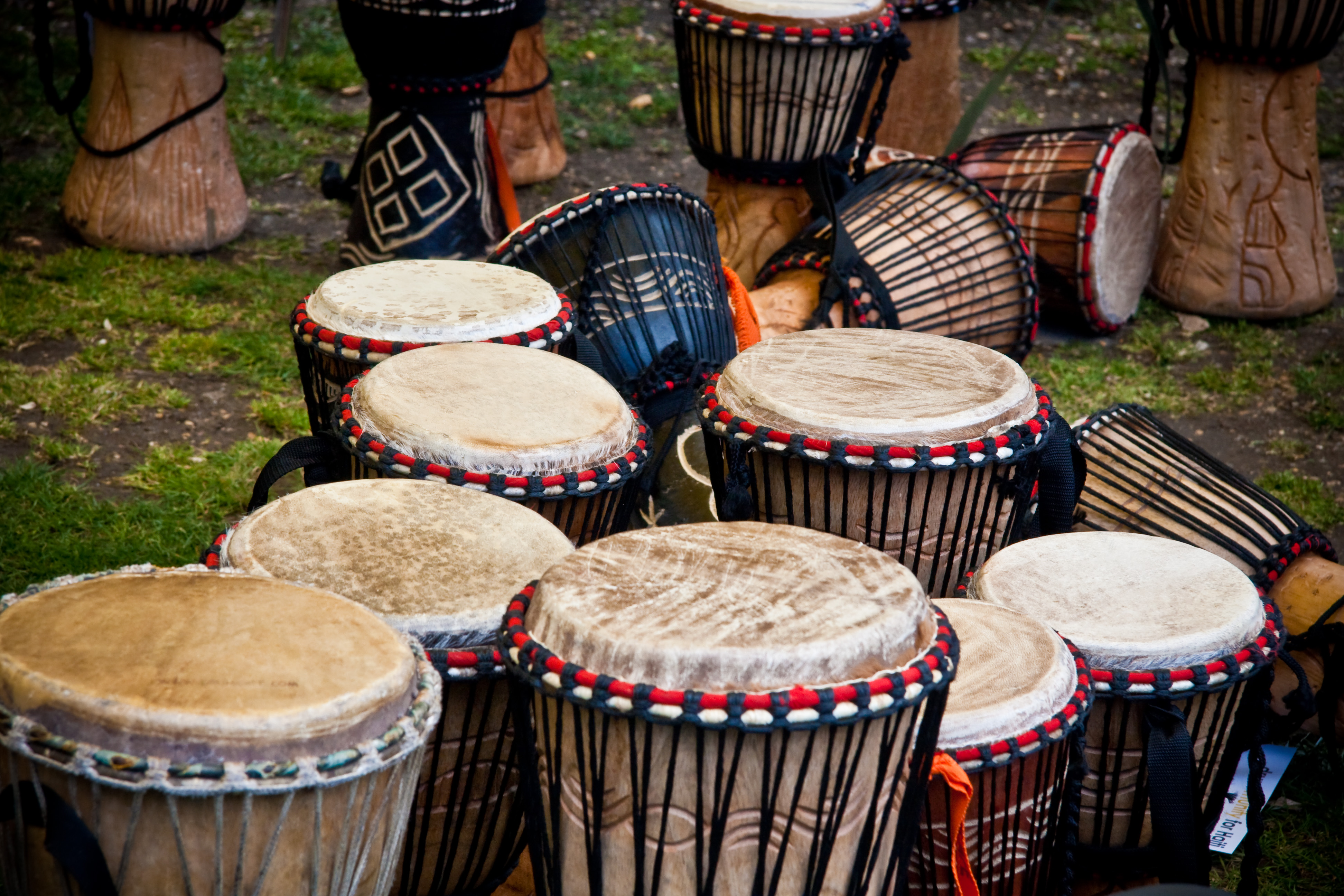
Die Klänge von Djembén erinnern in der Serie an die afrikanische Abstammung von Chicken George

Viele weitere Musikstücke und Sounds in der Serie wurden von Alex Heffes komponiert und aufgenommen. Einige Aufnahmen von Gesängen und zu hörenden Instrumenten, so Heffes, habe er in Gambia aufgenommen, dem Geburtsland von Kunta Kinte in der Serie. Ein Lied wurde von Sherrifo Konteh, ein anderes von Sona Jobarteh eingesungen, die einer Familie von Griots entstammt, singenden, gambischen Märchenerzählern und Dichtern, zu denen auch ihr Großvater Amadou Bansang Jobarteh gehörte. Auch die Gesänge von Kindern einer nach dem berühmten Griot benannten Schule wurden aufgenommen und sind in der zweiten Folge der Serie zu hören. Darüber hinaus nutze Heffes eine Vielfalt von afrikanischen Flöten, Perkussionsinstrumenten, traditionellen Trommeln und Zupfinstrumenten, so eine Reihe von Mbiras.
Je weiter die Serie voranschritt, je weniger afrikanisch und härter wurden die Klänge gestaltet, was das Gefühl der Entfremdung von Kunta Kinte und seinen Nachfahren von ihren afrikanischen Wurzeln deutlich machen sollte. Dennoch wurden die in Afrika entstandenen Aufnahmen weiterhin eingebunden. So sind in der Erkennungsmelodie von Chicken George, dem Enkel von Kunta Kinte, neben Banjos und einem Waschbrett im Hintergrund auch Djembén zu hören.

### Kostüme und Ausstattung
Ruth E. Carter, die für ihre Arbeit an Malcolm X  und für Amistad - Das Sklavenschiff als beste Kostümdesignerin für zwei Oscars nominiert worden war, übernahm in Roots die Herstellung der Kleidung der Darsteller. Für die Sklaven fertigte sie lediglich ein Sommer- und ein Winter-Outfit, jedoch keine Mäntel und Schuhe. Für ihre Arbeit an Roots erhielt Carter eine Emmy-Nominierung in der Kategorie Beste Kostüme in einer Miniserie. Die Szenenbildnerin Alice Baker, die für ihre Arbeit am Film 12 Years a Slave für einen Oscar nominiert wurde, übernahm gemeinsam mit Ida Random die Ausstattung der Serie. Für das Gefecht um Fort Pillow ließen sie Festungen als Kulisse bauen, die den Originalen der Schlacht vom 12. April 1864 nahe kamen, und fertigten Kanonen und Gewehre, die dieser Zeit entsprachen. Die Dreharbeiten zu dieser Kriegsszene fanden schließlich mit echtem Schlamm und falschem Blut statt, wie Bruce Beresford, der Regisseur der letzten Folge der Serie, es ausdrückte.

### Veröffentlichung
Die erste Folge der Serie wurde am 21. April 2016 vorab beim Tribeca Film Festival in Anwesenheit des Hauptdarstellers Malachi Kirby gezeigt. Ebenfalls im April 2016 wurde die Serie von Anna Paquin, Jonathan Rhys Meyers und Anika Noni Rose im Rahmen der Eröffnungsnacht des MIPTV in Cannes, einer jährlich stattfindenden Fachmesse für Fernsehformate, erstmals international vorgestellt.
Am 17. Mai 2016 wurden Szenen der Serie im Rahmen eines White-House-Screenings gezeigt. Für eine anschließende Diskussion standen im South Court Auditorium neben Kirby, der erstmals in Washington war, auch die Regisseure Mario van Peebles und Phillip Noyce, die Schauspieler Forest Whitaker und Anika Noni Rose, der Darsteller der Originalserie LeVar Burton, die Produzenten Will Packer und Mark Wolper und Nancy Dubuc, die Präsidentin von A&E Network, zur Verfügung.
Ab 18. Mai 2016 stelle History in seinem Youtube-Channel die beteiligten Schauspieler in mehreren Meet-the-Cast-Clips und am 19. Mai 2016 in dem 2:15 min langen Begleitmaterial zu Serire Roots: A New Vision for a New Generation weitere an der Produktion beteiligte Personen vor. Dieses enthält Gespräche mit an der Serie beteiligten Personen.
Die Serie wurde immer wieder in einem Atemzug mit der Fernsehserie Underground und dem Film The Birth of a Nation genannt, der nur wenige Monate zuvor seine Premiere feierte und beide eine ähnliche Ausgangsgeschichte wie Roots haben. Kirby meinte, über die Zeit der Sklaverei müsse eine Diskussion stattfinden, weil die Menschen diese geschichtliche Periode nicht wirklich verstehen, und Roots könnte für ein besseres Verständnis dieser sorgen. Im Vorfeld der Erstausstrahlung der Serie hatte der Rapper Snoop Dogg zu deren Boykott aufgerufen. Er begründete, er sei es leid, Porträts zu sehen, die die Geschichte der schwarzen Bevölkerung zum Thema haben.
Die komplette Serie wurde ab dem 30. Mai 2016, in den USA der Memorial Day, gleichzeitig auf Lifetime, A&E, History and Lifetime Movie Network erstmals ausgestrahlt.
Am 3. Juni 2016, einen Tag nach der Erstausstrahlung der letzten Folge der Serie, ließ der US-amerikanische History Channel in der einstündigen Dokumentation Roots: A History Revealed einige der führenden Historiker zu Wort kommen, die einen unvoreingenommenen Blick auf die Geschichte der Sklaverei in den USA warfen und die dargestellten Fakten in der Serie genauer unter die Lupe nahmen. Am 4. Juni 2016 veröffentlichte History begleitend zur Serie das einstündige Behind-the-Scenes-Special Roots: A New Vision mit den Schauspielern der Serie, sowie Interviews mit den Produzenten und mit weiteren Historikern, die sich mit der Frage der Authentizität der Serie und der Genauigkeit historischer Details auseinandersetzen und untersuchen, wie die Originalserie von 1977 zum Blockbuster werden konnte.
Am 23. August 2016 wurde die Serie von Lionsgate Home Entertainment als Blu-ray und auf DVD veröffentlicht. Ab 15. September 2016 wurde die Serie auch beim Video-on-Demand-Service Hulu gezeigt.
Am 12. und 13. Oktober 2016 wurde der Auftaktfilm der Serie auf dem Filmfest Cologne vorgestellt. Am Osterwochenende 2017 wurde die Serie in einer deutschen Synchronisation an vier Abenden beim Pay-TV-Sender History erstmals in Deutschland ausgestrahlt. Zur gleichen Zeit kam auch der thematisch verwandte US-amerikanische Historienfilm The Birth of a Nation – Aufstand zur Freiheit von Nate Parker in die deutschen Kinos, der ebenfalls die Sklaverei in den Vereinigten Staaten zum Gegenstand hat.
Die TV-Premiere von Roots wurde durch die jeweils einstündigen Dokumentationen Roots: Die Geschichte der Sklaverei und Roots: Die Doku zur Serie im Anschluss an die Serienausstrahlung ergänzt.

## Rezeption

### Kritiken
Die Neuauflage der Serie konnte 97 Prozent der Kritiker bei Rotten Tomatoes überzeugen und ging aus den 18th Annual Golden Tomato Awards in der Kategorie Best TV Movie/Miniseries 2016 als Sieger hervor.
Carla Renata von der African-American Film Critics Association wünscht sich, dass die Menschen die Serie aufmerksam schauen, damit sie etwas von der Geschichte lernen, die in Amerika zunehmend in Vergessenheit zu geraten scheint, aber nicht vergessen werden sollte. Renata meint: Roots erzählt nicht nur von der Sklaverei, vom N--Wort oder von Schmerzen. Es geht um den Mut und das Überleben einer Gruppe von Menschen, die unverwüstlich sind. [...] Behalten Sie Emayatzy Corinealdi und Anika Noni Rose in Zukunft im Auge. Diese jungen Frauen sind ein Gespann, das ohne Zweifel für seine Brillanz gemeinsam mit ihren Kollegen Malachi Kirby und Forest Whitaker mit Auszeichnungen rechnen darf.
Jeff Jensen von Entertainment Weekly meint, durch eine Geschichte, die von der Erzählweise vorwärts bewegt werde und durch die bemerkenswerten, mit emotionaler Tiefe und Körperlichkeit dargestellten schauspielerischen Leistungen, werde man als Zuschauer der Serie ständig beschäftigt. Auch die Vorstellung der Ambivalenz der Sklaven gegenüber dem Unabhängigkeitskrieg und deren Einstellung zur Liebe, Familie und Religion zeugten von großer Empathie, so Jensen.

### Bezüge zu aktuellen Geschehnissen
Bethonie Butler von der Washington Post stellt sich die Frage, ob die Neuauflage von Roots helfen kann, Amerikas aktuelle Konflikte zwischen den Rassen zu verstehen. Butler erinnert daran, dass die Präsidentschaft von Barack Obama und die Black-Lives-Matter-Bewegung, die aus der Reaktion auf den Tod von unbewaffneten schwarzen Männern und Frauen durch die Hände von Polizisten heraus entstanden ist, eine tiefe Unruhe in Amerika offenbart hätten, und diese aus einer langen Geschichte der rassistischen Ungerechtigkeit heraus entstanden sei. Sein Kollege Hank Stuever attestiert, die Neuauflage der Serie komme ihrer primären Verpflichtung nach, eine Saga zu sein und reflektiere daher auch das, was die letzten 40 Jahren für das kollektive Verständnis der Geschichte der Schwarzen bedeutet hätten.

### Vergleich mit der Originalserie
Obgleich die zentralen Koordinaten der Geschichte in der Neuauflage unangetastet bleiben, sind einige wichtige Verschiebungen in den Details zu erkennen, und in einigen Aspekten ist die neue Serie dem Buch näher, als die Originalserie von 1977. In der ersten der vier Folgen wird deutlich mehr Zeit dafür verwendet, Kunta Kintes Jugend in seinem Heimatdorf Juffure, im heutigen Gambia, zu beschreiben. Auch der tragisch scheiternde Aufstand, den Kunta auf dem Sklavenschiff anzettelt, wird aufwändiger inszeniert als in der Originalserie und zeigt in einer expliziten Gewaltdarstellung, dass das Remake in dieser Hinsicht keine Rücksicht nimmt.
Gerhard Midding von Spex erklärt, die Neuverfilmung sei konsequent aus Kuntas Perspektive und der seiner Nachfahren erzählt, und abrupte, schockierende Brüche rauten den epischen Erzählfluss auf. Diese Subjektivierung des Blicks sei keine Engführung, so Midding, sondern eröffne einen Zugewinn an Komplexität, da der Kamera heute ein agilerer Zugriff auf die Realität möglich sei. Die Neuverfilmung bessere historische Unstimmigkeiten der Vorlage nach, lege bei der Wahl der Drehorte und der Zeichnung der Figuren unbedingten Wert auf Authentizität und greife Ergebnisse der Migrationsforschung auf, die damals noch in den Anfängen steckte. Malachi Kirby sei als Kunta zudem wachsamer und angriffslustiger als sein Vorgänger LeVar Burton, so Midding.

### Einschaltquoten und Erfolg
Die erste Folge von Roots, die am Memorial Day gleichzeitig mit der letzten Begegnung von Oklahoma City Thunder und der Golden State Warriors im Rahmen des NBA playoffs ausgestrahlt wurde, hatte 5,3 Millionen Zuschauer, was die höchste Einschaltquote der Startfolge einer Miniserie im US-amerikanischen Kabelfernsehen der vergangenen drei Jahre darstellte. Andere Einschätzungen gehen gar von 6,9 Millionen Zuschauern aus und von 14,4 Millionen Zuschauern über die Woche hinweg. Im Durchschnitt wurde jede Folge von 6,2 Millionen Zuschauern gesehen, und insgesamt über alle Sender hinweg hatte die Serie 50,6 Millionen Zuschauer.

### Auszeichnungen
Black Reel Awards 2017
- Nominierung als Beste Miniserie (Ann Kindberg und Alissa M. Kantrow)
- Nominierung für die Beste Regie in einer Miniserie (Thomas Carter – Roots (Night 3)
- Nominierung als Bester Hauptdarsteller in einer Miniserie (Malachi Kirby)
- Nominierung als Bester Nebendarsteller in einer Miniserie (Tip „T.I.“ Harris)
- Nominierung als Beste Nebendarstellerin in einer Miniserie (Emayatzy Corinealdi)
- Nominierung als Beste Nebendarstellerin in einer Miniserie (Anika Noni Rose)[47]

Critics’ Choice Television Awards Dez. 2016
- Nominierung in der Kategorie Bester Fernsehfilm oder beste Miniserie
- Nominierung als Bester Nebendarsteller in einem Fernsehfilm oder einer Miniserie (Lane Garrison)
- Nominierung als Bester Nebendarsteller in einem Fernsehfilm oder einer Miniserie (Forest Whitaker)
- Nominierung als Beste Nebendarstellerin in einem Fernsehfilm oder einer Miniserie (Anna Paquin)[48]

Hollywood Professional Association Awards 2016
- Auszeichnung mit der HPA Trophy in der Kategorie Outstanding Editing – Television (Folge Night One)[49]

Emmy-Verleihung 2016
- Nominierung als Beste Miniserie
- Nominierung in der Kategorie Bester Erzähler (Laurence Fishburne)
- Nominierung in der Kategorie Bestes Casting einer Miniserie
- Nominierung in der Kategorie Beste Kostüme in einer Miniserie
- Nominierung in der Kategorie Bestes Hairstyling in einer Miniserie
- Nominierung in der Kategorie Bester Tonschnitt in einer Miniserie
- Nominierung in der Kategorie Bestes Makeup in einer Miniserie
- Nominierung in der Kategorie Short-Form-Nonfiction (für das Behind-the-Scenes-Special Roots: A New Vision)[50][51]

Hollywood Music In Media Awards 2016
- Auszeichnung als Beste Musik: TV-Show – Digital Streaming Series (Alex Heffes und Philip Miller)[52]

Make-Up Artists and Hair Stylists Guild Awards 2017
- Nominierung in der Kategorie TV Miniseries Or Movie Made For TV: Best Period and/or Character Hair Styling (Elvis Jones, Adam Walls und Bailey Domke)[53]

NAACP Image Awards 2017
- Nominierung als Outstanding Television Movie, Limited Series or Dramatic Special
- Nominierung als Outstanding Actor in a Television Movie, Limited Series or Dramatic Special (Malachi Kirby)
- Nominierung als Outstanding Actress in a Television Movie, Limited Series or Dramatic Special (Anika Noni Rose)
- Nominierung als Outstanding Actress in a Television Movie, Limited Series or Dramatic Special (Emayatzy Corinealdi)
- Nominierung als Outstanding Performance by a Youth (Series, Special, Television Movie or Limited series) (Emyyri Crutchfield)
- Nominierung als Outstanding Documentary – (Television) (für die Dokumentation zur Serie Roots: A History Revealed)
- Auszeichnung als Outstanding Documentary – (Television) (für das Behind-the-Scenes-Special Roots: A New Vision)
- Nominierung in der Kategorie Outstanding Writing in a Motion Picture – (Television) (Alison McDonald – Roots (Night 2)
- Auszeichnung in der Kategorie Outstanding Writing in a Motion Picture – (Television) (Charles Murray – Roots (Night 3)
- Nominierung in der Kategorie Outstanding Directing in a Motion Picture (Television) (Mario Van Peebles – Roots (Night 2)
- Nominierung in der Kategorie Outstanding Directing in a Motion Picture (Television) (Thomas Carter – Roots (Night 3)[54][55]

Television Critics Association Awards 2016
- Nominierung als Beste Miniserie[56]

VES Awards 2017
- Nominierung in der Kategorie Outstanding Supporting Visual Effects in a Photoreal Episode (Night 1)[57]

Writers Guild of America Awards 2017
- Nominierung in der Kategorie Longform – Adapted[58]

Young Artist Awards 2017
- Auszeichnung als Beste Schauspielerin in einer Fernsehserie in der Kategorie Young Actress (Saniyya Sidney)[59]

## Episodenliste
| Nr. | Deutscher Titel                                       | Originaltitel | Erstausstrahlung USA | Deutschsprachige Erstausstrahlung (D) | Regie             | Drehbuch        |
| --- | ----------------------------------------------------- | ------------- | -------------------- | ------------------------------------- | ----------------- | --------------- |
| 1 | Ich bin Kunta Kinte (Episode 1) In Ketten (Episode 2) | Night 1       | 30. Mai 2016         | 14. Apr. 2017                         | Phillip Noyce     | Lawrence Konner |
| Im Flussgebiet des Gambia bekommen Omoro Kinte und seine Frau Binta 1750 einen Sohn. Sie nennen ihn Kunta. Im Jahr 1767 wird der nunmehr siebzehnjährige Mandinka-Junge entführt und an britische Sklavenhändler verkauft, die ihn auf einem Sklavenschiff in die Neue Welt verschleppen und in Maryland als „Nigger“ auf einem Sklavenmarkt anbieten. Kunta wird von dem Pflanzer John Waller gekauft und von ihm auf seine Plantage in Virginia mitgenommen, wo er der Freund des altgedienten Sklaven Fiddler wird. |                                                       |               |                      |                                       |                   |                 |
| 2 | Neues Leben (Episode 3) Entrissen (Episode 4)         | Night 2       | 31. Mai 2016         | 15. Apr. 2017                         | Mario van Peebles | Alison McDonald |
| Eines Tages kommen Rotröcke auf die Plantage, die die Sklaven zur Flucht anstacheln wollen, damit sie hiernach der englischen Armee beitreten können. Zwar gelingt es Kunta, zu fliehen, doch schon kurz später wird er von Sklavenfängern aufgegriffen und zur Strafe ausgepeitscht. Um sicherzustellen, dass er nie wieder eine Flucht unternimmt, schlagen sie ihm mit einer Axt die Hälfte seines Fußes ab. Weil John Waller später in wirtschaftliche Schwierigkeiten gerät, verkauft er Fiddler und Kunta an seinen jüngeren Bruder William. Dort lernt Kunta die Sklavin Belle kennen, die er heiratet. Das Paar bekommt eine Tochter, Kizzy. Sie wird später an Tom Lea verkauft, von ihm vergewaltigt und schenkt einem Sohn das Leben, den sie George nennen. |                                                       |               |                      |                                       |                   |                 |
| 3 | Blutiges Duell (Episode 5) Verraten (Episode 6)       | Night 3       | 1. Juni 2016         | 16. Apr. 2017                         | Thomas Carter     | Charles Murray  |
| Als George älter ist, veranstaltet er Hahnenkämpfe und erhält hierdurch seinen Spitznamen Chicken George. Er heiratet Matilda, die Tochter eines Predigers, und mit ihr bekommt er viele Kinder. Aufgrund einer Wette, die sein Vater verliert, wird George nach England gebracht. |                                                       |               |                      |                                       |                   |                 |
| 4 | Rückkehr (Episode 7) Endlich frei (Episode 8)         | Night 4       | 2. Juni 2016         | 17. Apr. 2017                         | Bruce Beresford   | Lawrence Konner |
| Zwanzig Jahre später kehrt George zurück nach Amerika. Nachdem er seine Familie wiedergefunden hat, dient er für die Union Army im Bürgerkrieg. Nach dem Krieg wird die Sklaverei durch den 13. Verfassungszusatz abgeschafft, und George geht mit seiner Familie nach Tennessee, um dort ein neues Leben zu beginnen. |                                                       |               |                      |                                       |                   |                 |